# Secostruma lethifera
Secostruma lethifera  (лат.) — вид мелких муравьёв (Formicidae) из подсемейства Myrmicinae. Единственный вид рода Secostruma Bolton, 1988.

## Распространение
Индо-малайская область (Сабах, Восточная Малайзия).

## Описание
Мелкие муравьи (длина около 4 мм). Коричневого цвета. Обитают в почвенном ярусе.

## Систематика
Первоначально род был отнесён к трибе Tetramoriini. Но в 2003 году его перенесли в состав трибы Myrmicini, а в 2014 включили в состав укрупнённой трибы Crematogastrini.